# مالكوم براون (مصمم إنتاجي)
مالكوم براون (بالإنجليزية: Malcolm Brown)‏ هو مصمم إنتاجي أمريكي، ولد في 10 أغسطس 1903 في نيوجيرسي في الولايات المتحدة، وتوفي في 29 أغسطس 1967 في لوس أنجلوس في الولايات المتحدة.

## وصلات خارجية
- مالكولم براون على موقع IMDb (الإنجليزية)
- مالكولم براون على موقع أول موفي (الإنجليزية)
- مالكولم براون على موقع قاعدة بيانات الفيلم (الإنجليزية)